# Nio EL6
La Nio EL6 est un SUV compact électrique produit par le constructeur automobile chinois Nio à partir de début 2023.

## Caractéristiques techniques

### Motorisations
|                                  | Nio EL6                   |
| -------------------------------- | ------------------------- |
| Puissance moteur électrique (kW) | Avant : 150 Arrière : 210 |
| Puissance maximale (ch)          | 489                       |
| Couple maximal (N m)             | 700                       |
| Transmission                     | Intégrale                 |
| Vitesse maximale (en km/h)       |                           |
| 0-100 km/h (en s)                | 4,5                       |
| Masse à vide (kg)                |                           |
| Batterie                         |                           |
| Type                             | Lithium Ion               |
| Capacité de la batterie (kWh)    | 100                       |
| Autonomie (cycle WLTP)           | 529                       |
| Temps de recharge                |                           |
| sur une Wallbox 11 kW            |                           |
| sur une borne 50 kW              |                           |
| sur une borne 150 kW (DC)        |                           |